# DeSoto K-Serie
Die DeSoto K-Serie war die erste PKW-Baureihe, die Chrysler unter dem Markennamen DeSoto in den Modelljahren 1929 und 1930 anbot.
Die Wagen waren mit einem Reihensechszylindermotor mit stehenden Ventilen ausgestattet, der bei 2866 cm³ (Bohrung × Hub (mm)= 76,2 × 104,8) 55 bhp (40 kW) bei 3000/min leistete, die über ein manuelles Dreiganggetriebe an die Hinterräder weitergeleitet wurden. Auf dem Chassis mit 2788 mm Radstand gab es neben verschiedenen 2-türigen Coupés einen 2-türigen Roadster, einen 4-türigen Phaeton und zwei 4-türige Limousinen. Die Wagen hatten bereits hydraulische Bremsen an allen vier Rädern, die als Holzspeichenräder ausgeführt waren.
Die Wagen wurden am 6. August 1928 vorgestellt und es fanden sich sofort 500 Händler in den USA für die neue Marke. Im Juli 1929 übernahm man das Modell unverändert in das Modelljahr 1930. Insgesamt entstanden 62.191 Fahrzeuge.
Im Mai des Modelljahres 1930 wurde die K-Serie von der weiter entwickelten CK-Serie abgelöst.

## Quelle
Kimes, Beverly R., Clark, Henry A.: Standard Catalog of American Cars 1805–1942, Krause Publications, Iola (1985), ISBN 0-87341-045-9